# DragonStrike
DragonStrike is een videospel dat gebaseerd is op het rollenspel Dungeons & Dragons. Het spel werd voor het eerst uitgebracht in 1990 voor MS-DOS, de Commodore 64, Amiga en NEC PC-98. Het spel wordt van bovenaf weergegeven. De muziek voor de NES-port (1992) werd verzorgd door Frank Klepacki die later muziek voor onder andere de Command & Conquer-spellen zou produceren.